# Mas-Grenier
Mas-Grenier is een gemeente in het Franse departement Tarn-et-Garonne (regio Occitanie) en telt 931 inwoners (1999). De plaats maakt deel uit van het arrondissement Montauban.

## Geschiedenis
In Mas-Grenier lag de benedictijner abdij Saint-Pierre.
In de 16e eeuw werd Mas-Grenier een place de sûreté voor de hugenoten.

## Geografie
De oppervlakte van Mas-Grenier bedraagt 24,6 km², de bevolkingsdichtheid is 37,8 inwoners per km². De plaats ligt aan de Garonne.
De onderstaande kaart toont de ligging van Mas-Grenier met de belangrijkste infrastructuur en aangrenzende gemeenten.

## Demografie
Onderstaande figuur toont het verloop van het inwonertal (bron: INSEE-tellingen).